# Australoleiopus
Australoleiopus is een kevergeslacht uit de familie van de boktorren (Cerambycidae). De wetenschappelijke naam van het geslacht werd voor het eerst geldig gepubliceerd in 1970 door Breuning.

## Soorten
Australoleiopus is monotypisch en omvat slechts de volgende soort:
- Australoleiopus marmoratus Breuning, 1970